# Tørslev Hage
Tørslev Hage er et sommerhusområde der ligger ved landsbyen Tørslev på Hornsherred syd for Jægerspris på vestsiden af Roskilde Fjord. 
Sommerhusområdet er fra 1960 erne  og der er udsigt til øen Stenø, Kølholm og til Marbæk der ligger over på den anden side af Roskilde Fjord syd for Frederikssund. 
Området var kendt for sin flotte natur og stilheden.
September 2019 åbnede Vejdirektoratet den fire sporede motortrafikvej (Fjordlandsvej) over fjorden, der skærer sig midt ind gennem sommerhusområdet. Der er dog fire meter høje støjskærme langs vejen på denne strækning.